# Ахиман Резон
Ахиман Резон — книга конституций Древней великой ложи Англии. Она была впервые опубликована в 1756 году. Её автор Лоуренс Дермотт также был великим секретарём Древней великой ложи Англии с 1752 года по 1771 год.

## История названия
Полное название первого издания звучало так: 
Ахиман Резон, или помощь брату; показывающее превосходство секретности, и первая причина или мотив учреждения масонства; принципы каменщиков, и выгоды от строгого соблюдения их и т. д., и т. п.; также старые и новые правила и т. д., к которым добавляется большая коллекция песен масонов и т. д.
Обычно «Ахиман Резон» переводят в различных масонских источниках как «помощь брату», но существуют и другие толкования: «Тайны приуготовленного брата» (Далхо), «Воля избранных братьев» (Макей), «Брат секретарь» (Роквелл). По крайней мере часть этого названия, очевидно, имеет древнееврейское происхождение. Если попытаться сделать дословный перевод, используя фонетически и логически связанные с ним слова иврита, то выглядит это так:
•<ах>, мн. ч. <ахим> — брат, братья;
•<мин>, <ми>, <ме> — от, из, с, по;
•<рацон>, мн. ч. <рецоним> — воля, желание, страсть, выбор, сила воли, добрая воля.
Для того, чтобы записать древнееврейские слова латинскими буквами, некоторые евреи Восточной Европы пользовались латинской буквой <z> для передачи древнееврейской литеры <цаде> — <ц>, под влиянием немецкого языка. Таким образом, можно проследить за изменением древнееврейских гласных в следующих комбинациях:
•<ах-и ми рацон> — мой избранный брат;
•<ах-ай ми рацон> — мои избранные братья;
•<ах-им ми рацон> — избранные братья.
Все эти словосочетания поясняют именно то, оплотом чего является масонство, в котором люди добрых нравов становятся друг другу избранными братьями. Следовательно, это идеальное название для Книги конституций. Верно также и то, что на самом деле эти два слова не являются ивритом и ничего не означают на этом языке. Причина, по которой Лоуренс Дермотт использовал это название, и что оно означает для него, по-прежнему является тайной.

## История

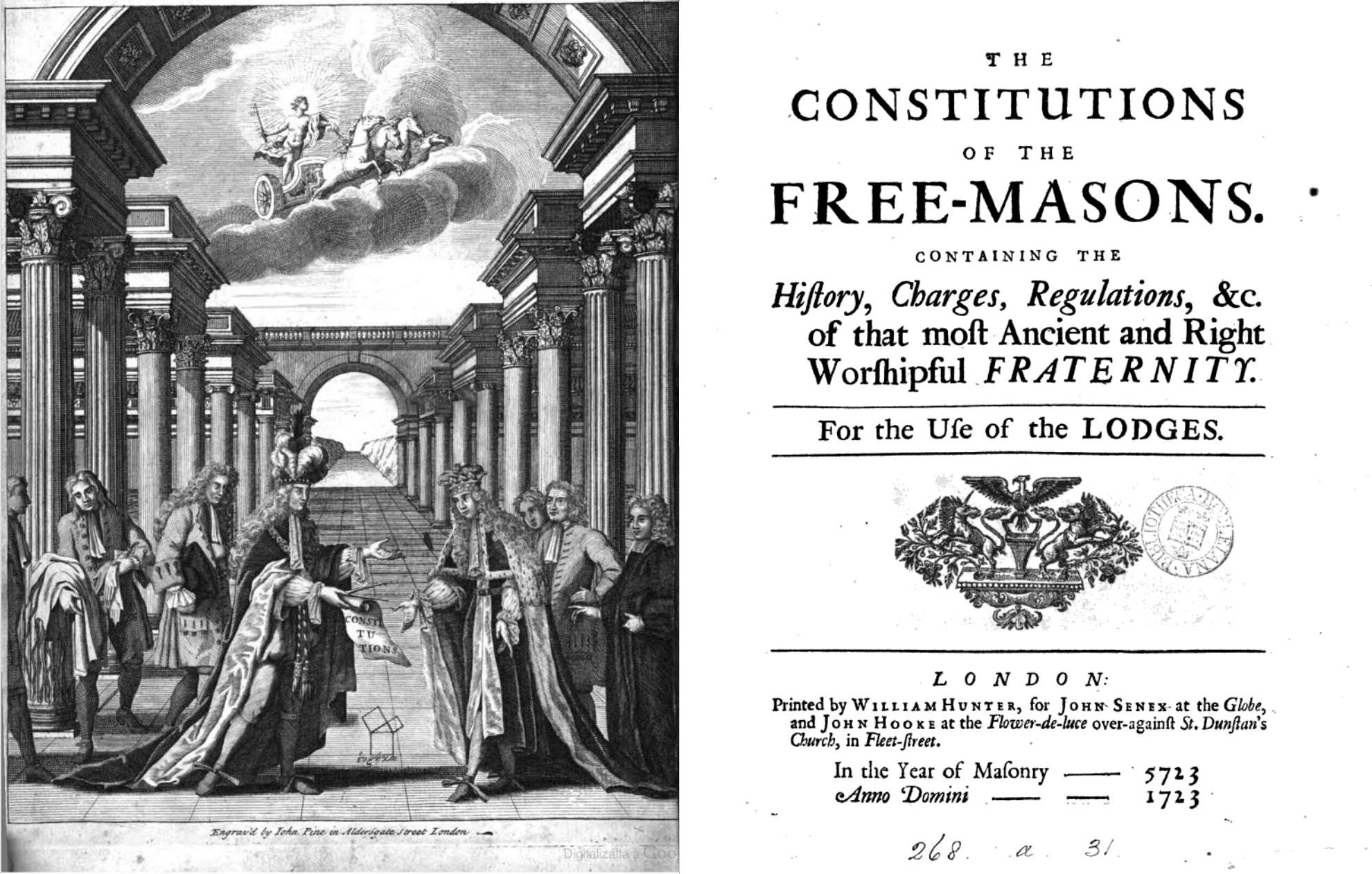
Масонские конституции

Первое издание «Ахиман Резон» было опубликовано в 1756 году, второе в 1764 году, и последующие издания вышли в 1778, 1787, 1800, 1801, 1807, и 1813 годах. Второе издание было перепечатано в Филадельфии в 1855 году Леоном Хайнеманом. При объединении «Древних» и «Современных» в 1813 году, были опубликованы восемь изданий. Оригинальное издание, написанное Лоуренсом Дермоттом, великим секретарём «Великой ложи Древних», содержит в себе пародию на историю масонства, такую как «Конституции Андерсона», в которой Дермотт решает написать историю масонства по покупке всех предыдущих историй, а затем бросает их под стол. Затем он описывает встречу с легендарной четвёркой «путниками из Иерусалима», которые присутствовали на строительстве Храма Соломона, что было не менее двух тысяч лет, и чьи «воспоминания» были, возможно, утрачены. Эта сатира на продолжающуюся традицию несчастных масонов устраивать подобие шествий, которая нарушается ежегодной процессией самой великой ложи. В сатире также указывается на камни используемые в храмах, в том числе «сардин» и «берилл», которые явно не реальные драгоценные камни. Политические цели Дермотта в написании «Ахиман Резон» раскрываются в авторской короткой истории известных лидеров древнего мира, таких как Тамерлан, сына пастуха. На обложке издания изображены руки членов досточтимой компании масонов, а также тех из масонов, возможно, которые пытались повторно возродить масонство в его оперативных и ремесленнических корнях.

## Ахиман Резон 1756 года
О боге и религии
Масон обязан, пребывая в должности, соблюдать нравственный закон, и если он правильно понимает Искусство он никогда не станет глупым атеистом, ни нерелигиозным вольнодумцем. Он, как и все люди, должны лучше понять, что всевидящий Бог не видит как смотрит человек; ибо человек смотрит на внешнее, а Бог смотрит в сердце. Масон является, поэтому, в частности, связанным никогда не действовать против своей совести. Пусть религия человека или способ поклонения будет то, во что он может верить, он не исключается из порядка условие, что он верит в Великого Архитектора Вселенной, и практику священных обязанностей морали.